# Workcamp

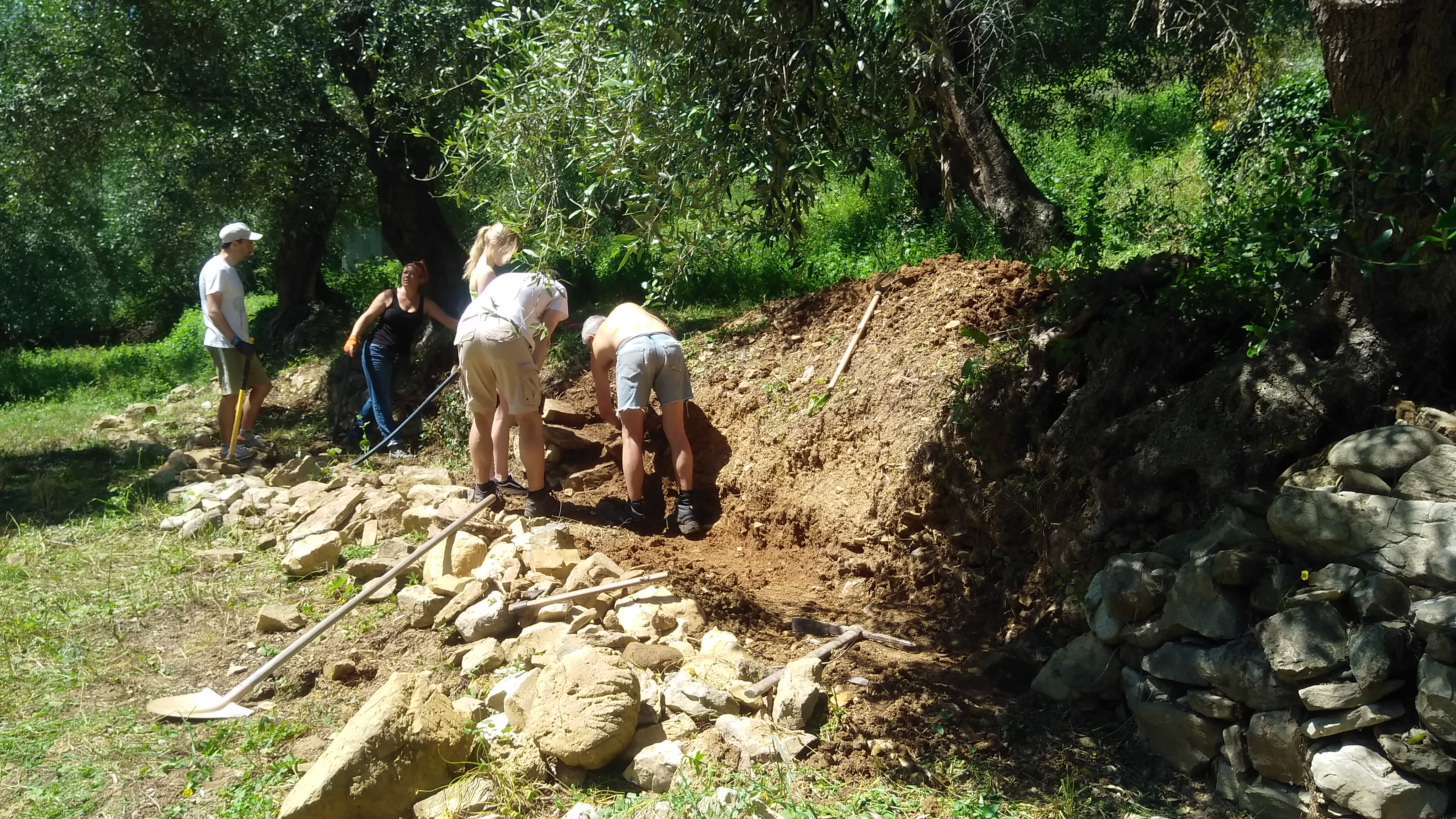
SCI workcamp de reconstrucción en el Monte Grammondo, Bevera (Italia).

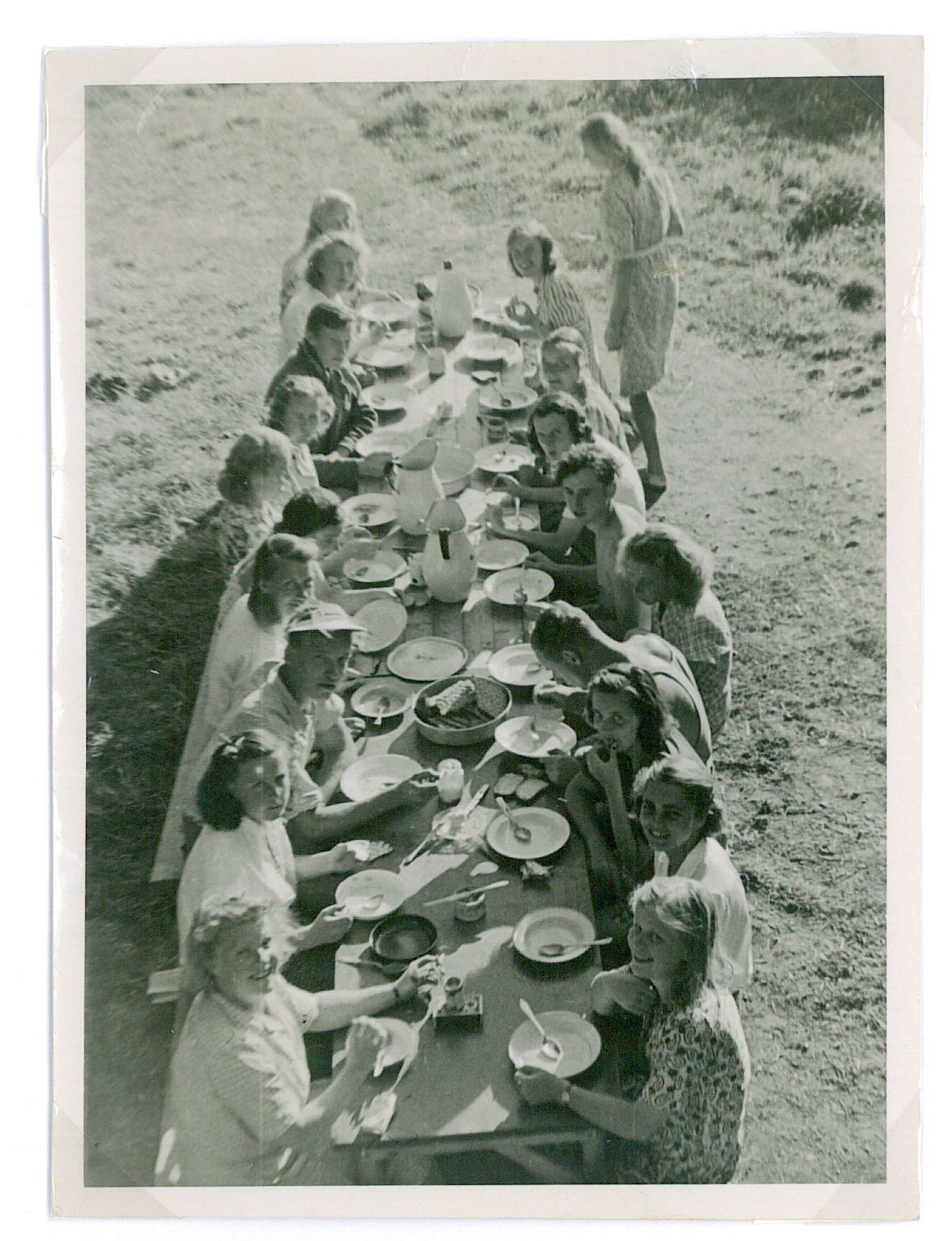
SCI workcamp en Fittja (Suiza) en 1948.

Un workcamp es una experiencia de voluntariado internacional, donde un grupo de voluntarios procedentes de diferentes países trabajan y viven juntos durante un periodo corto de tiempo (normalmente de una a tres semanas) para una causa sin ánimo de lucro. Los workcamps están considerados como uno de los tipos de programas de voluntariado internacional más importantes. Fueron creados en 1920 como una forma de juntar a personas diversas internacional mente con el objetivo de aumentar el entendimiento y comprensión entre personas y naciones y aunar esfuerzos en la reconciliación por la paz.

## Concepto
Un workcamp suele estar formado por un equipo de 10 – 16 personas jóvenes procedentes de diversos países que viven y trabajan juntas en un proyecto. Normalmente, la mayoría de participantes son adultos jóvenes. Pero también existen organizaciones que realizan workcamps para adolescentes a partir de 15 años o, específicamente, para personas mayores.

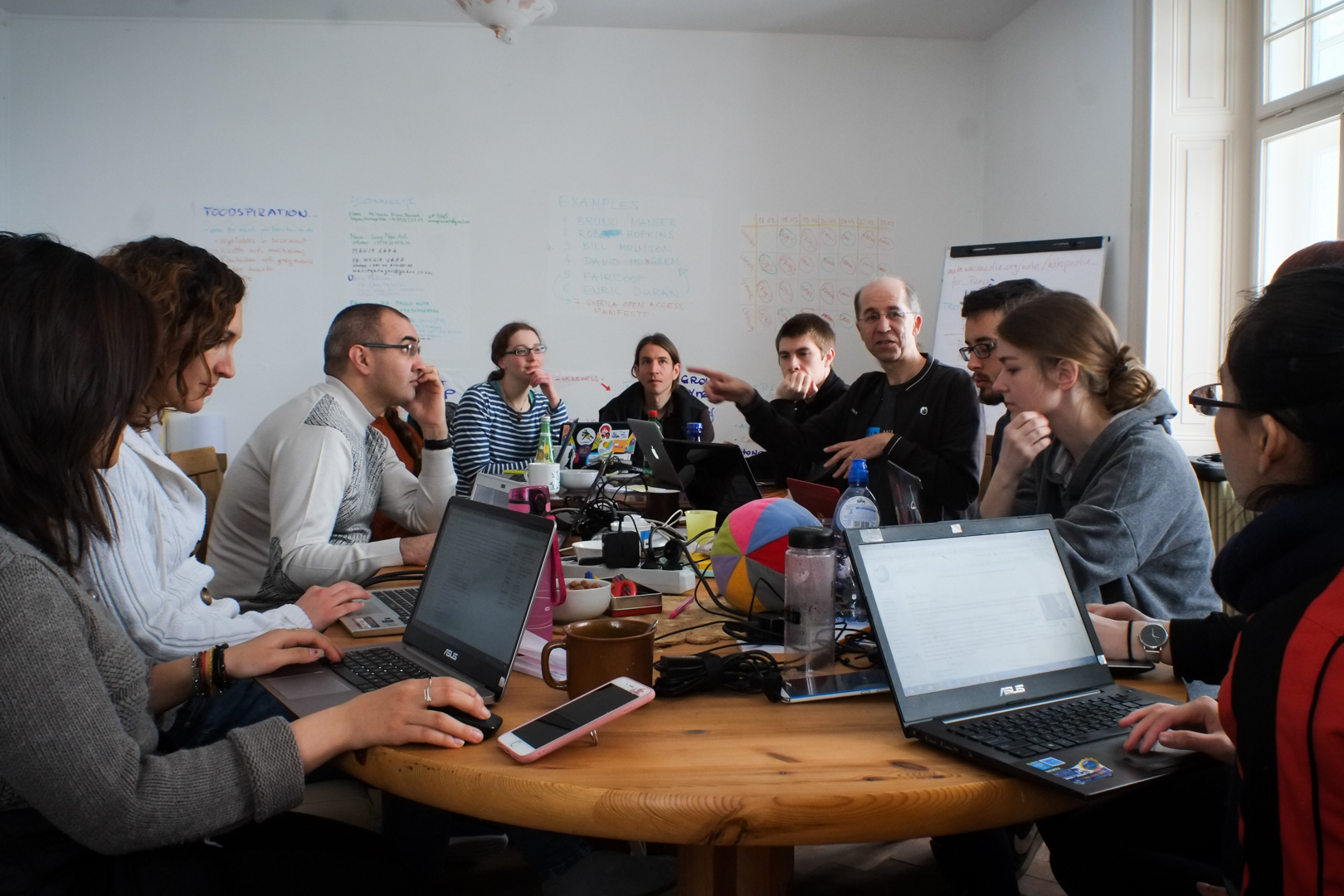
Wikipedia workcamp en Suiza en 2018.

Generalmente, los workcamps no exigen ninguna habilidad o cualificación específica para que los voluntarios participen.
Se supone que los voluntarios internacionales deben apoyar a las comunidades locales con su trabajo. Existen diferentes tipos de trabajo según la tarea a realizar, por ejemplo: arqueología, restauración de monumentos, protección del medio ambiente, trabajo comunitario, etc.
Si bien el trabajo en sí es una parte importante del concepto, también persiguen fortalecer la comprensión intercultural, la conciencia democrática, aumentar la independencia y la autosuficiencia de los participantes y aumentar su comprensión de la historia y la política. Los workcamps contribuyen a reducir los conflictos y los prejuicios entre personas de diferentes orígenes nacionales y sociales.
Las tarifas de participación en un workcamp varían según la organización de envío, el país de acogida, la modalidad y la duración de la estancia. Generalmente, los participantes deben pagar sus billetes de viaje, mientras que la organización anfitriona paga el alojamiento y las comidas.

## Historia
Del 20 de noviembre de 1920 al 21 de abril de 1921, tuvo lugar el primer workcamp. Éste fue organizado por Service Civil International en el norte de Francia con el fin de reconstruir el pueblo de Esnes-en-Argonne, dañado en la batalla de Verdún en la Primera Guerra Mundial. Detrás de esta iniciativa estaba el pacifista suizo Pierre Cérésole, a quien se le ocurrió la idea en una conferencia internacional de paz de la International Fellowship of Reconciliation en Bilthoven en 1920. Cérésole concibió esta forma de voluntariado como un medio para superar el nacionalismo y el militarismo.
El cuáquero inglés Hubert Parris, que tenía experiencia en la organización de trabajos de socorro, apoyó a Cérésole en la preparación del proyecto.

### La experiencia del primer workcamp

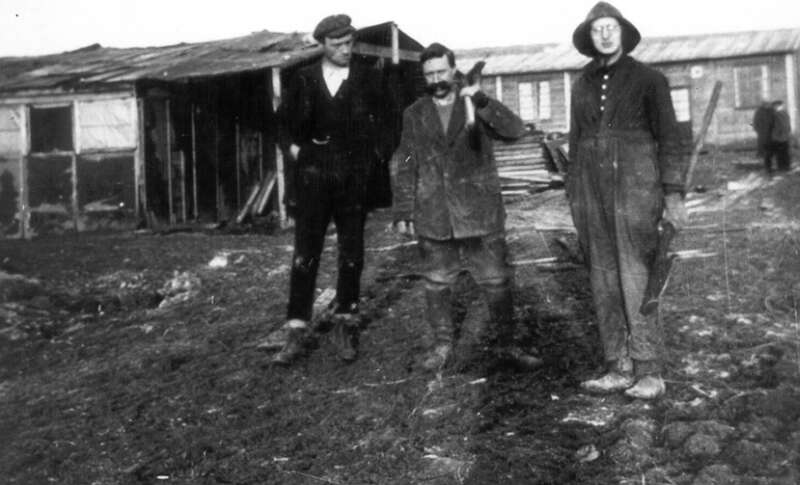
Pierre Cérésole (el primero por a izquierda) en el primer workcamp organizado por SCI en Francia en 1920.

A mediados de noviembre de 1920, Cérésole y Parris empezaron a construir en Esnes un cobertizo para que se alojaran los voluntarios participantes en ese primer workcamp, quienes llegarían al lugar en el mes de diciembre. El grupo de voluntarios incluía a varios alemanes que habían sido soldados durante la Primera Guerra Mundial.
El workcamp comenzó en diciembre y durante los meses de invierno los voluntarios construyeron varias cabañas.
Ya en enero las condiciones laborales se deterioraron y el trabajo de los voluntarios se volvió más exigente. El gobierno francés redujo los fondos para los materiales de construcción y en marzo el prefecto de Mosa prohibió al alcalde de Esnes asignar trabajo a los voluntarios debido a las difíciles circunstancias políticas de la época. Era el momento en el que las negociaciones sobre las reparaciones de guerra alemanas acababan de fracasar.
Después de esto, los voluntarios continuaron ayudando a los agricultores de Esnes y de una aldea vecina con un nuevo proyecto de reconstrucción agrícola.

### Desde la década de 1920 hasta hoy día
Finalmente, las autoridades locales exigieron que los voluntarios alemanes abandonaran la zona. El equipo terminó su trabajo en abril de 1921 y dejaron Esnes.

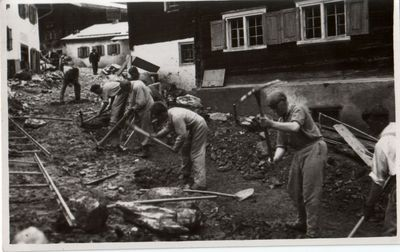
SCI workcamp en Safien (Suiza) en 1932. Los voluntarios realizan tareas de limpieza tras la avalancha sufrida en un pueblo de montaña.

Así, en la década de 1920, los workcamps se convirtieron en una forma respuesta a las crisis humanitarias globales y locales.
El proyecto más grande tuvo lugar, nuevamente organizado por Cérésole y Service Civil International, en 1928 en Liechtenstein, donde 720 voluntarios de más de 20 países ayudaron a reconstruir el país después de una inundación. La experiencia en Liechtenstein y el entusiasmo de los voluntarios se convirtió en un modelo para futuros workcamps, que a partir de 1930 se llevaron a cabo en Francia, Gran Bretaña y otros países.
Hasta la década de 1950, el concepto de workcamp se extendió principalmente por Europa y muchos proyectos se centraron en la reconstrucción del continente después de la Segunda Guerra Mundial.
La organización Service Civil Internacional creó sedes en varios países y otras organizaciones como el Christian Movement for Peace (CMP) empezó a adoptar el concepto de workcamp, por ejemplo, para las reconciliaciones de postguerra entre cristianos franceses y alemanes. 
Desde la década de lo 50, se han organizado cada vez más los workcamps también en Asia, África y América Latina, con un aumento de los proyectos, especialmente desde la década de 1990.

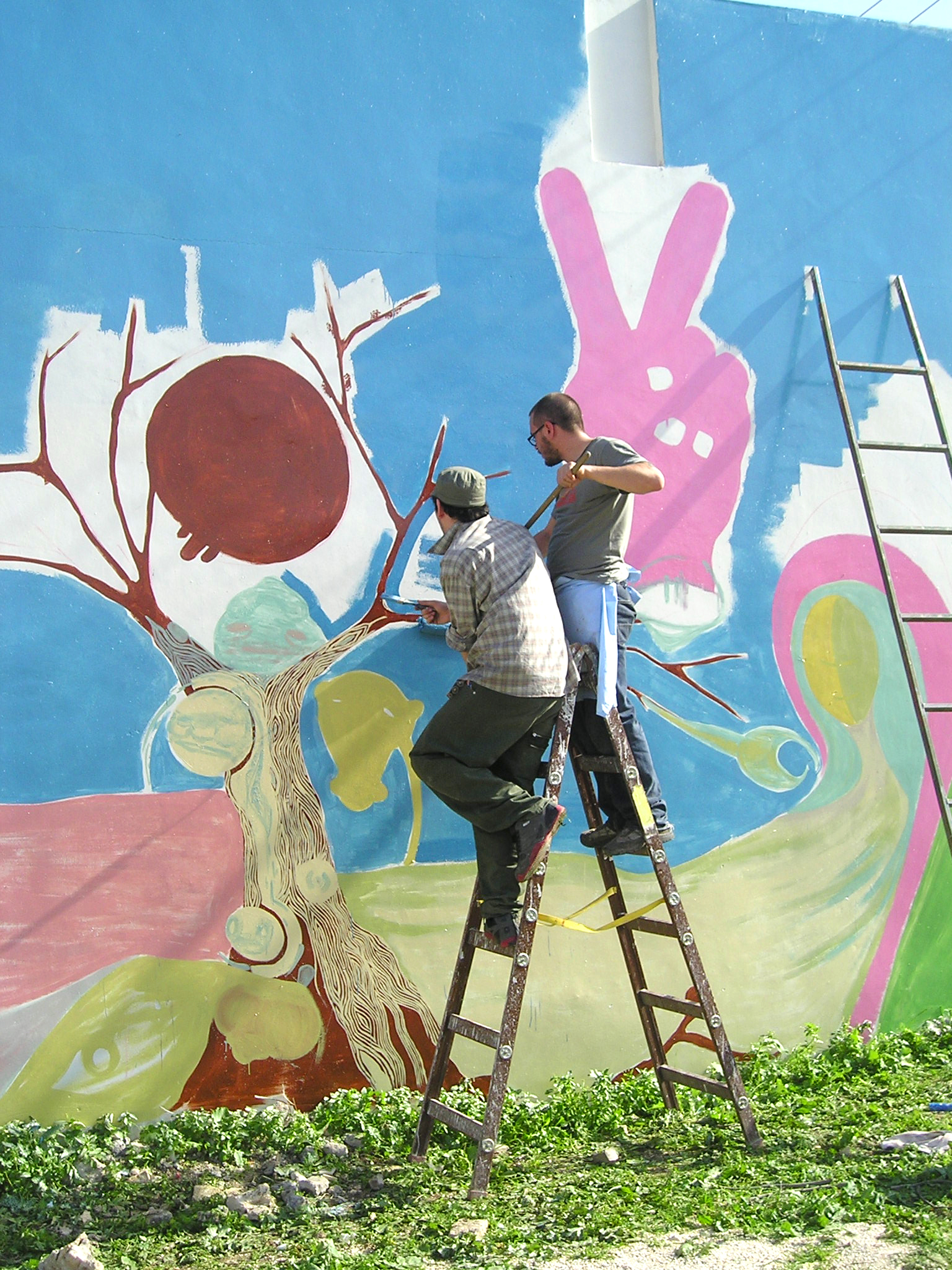
SCI workcamp en Jenin (Palestine) en 2005. Los voluntarios pintan un muro.

En 1948, organizaciones de Europa Occidental y Oriental así como los EE. UU. crearon el Coordinating Committee for International Work-Camps (CoCo) que a partir de 1965 pasó a llamarse Coordinating Committee for International Voluntary Service (CCIVS), en una conferencia sobre workcamps en la sede central de la UNESCO en París. Desde entonces, la organización CCIVS se centra en consolidar su red de organizaciones miembro y tener una representación más sólida en las instituciones internacionales.